# Glenea lycoris
Glenea lycoris là một loài bọ cánh cứng trong họ Cerambycidae.